# Bistum Kanarische Inseln
Das Bistum Kanarische Inseln (lat.: Dioecesis Canariensis) ist eine in Spanien gelegene römisch-katholische Diözese mit Sitz in Las Palmas de Gran Canaria.

## Fußnoten

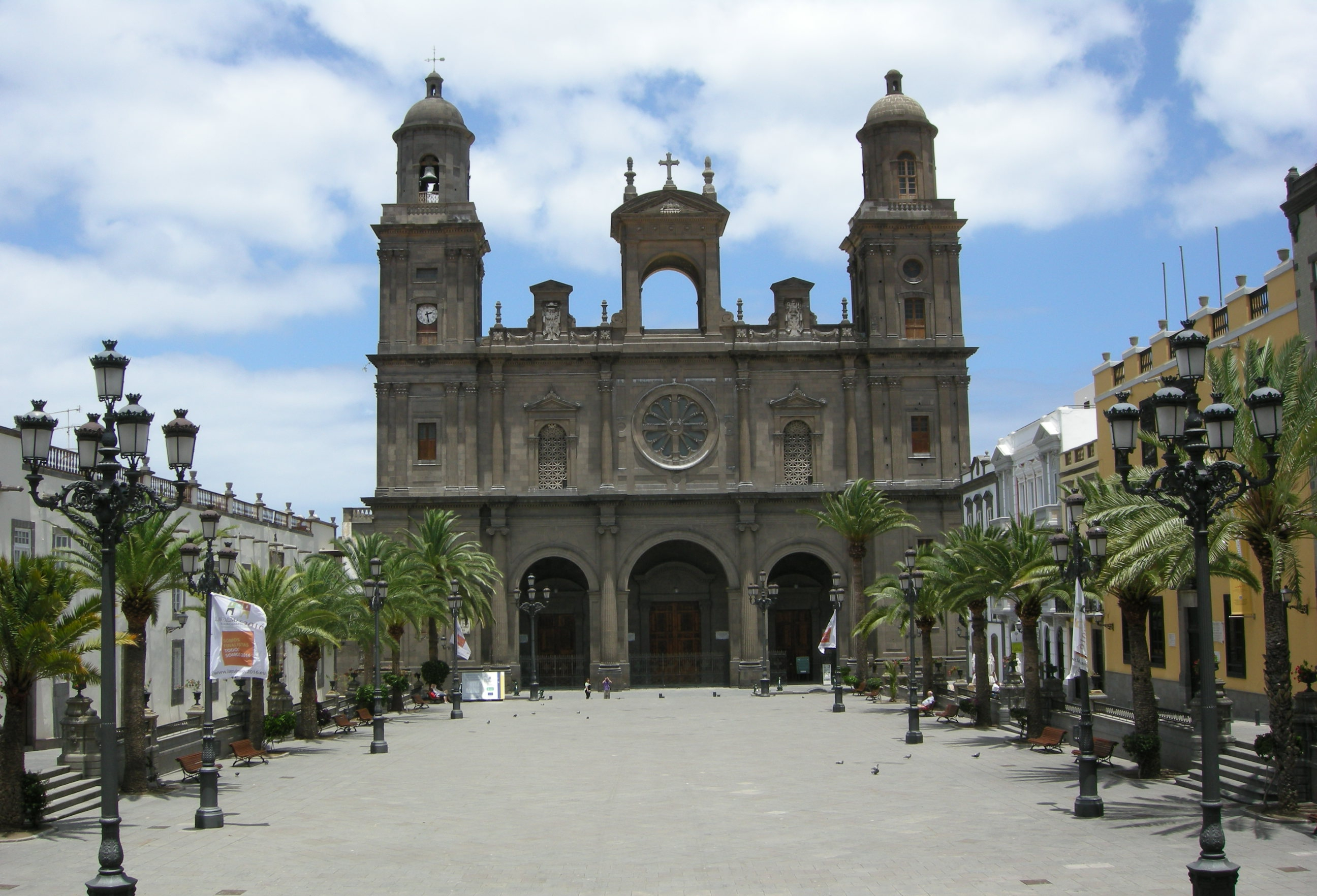
Kathedrale Santa Ana in Las Palmas de Gran Canaria

## Geschichte
Im Jahr 1351 wurde für das Gebiet der Kanarischen Inseln das Bistum Telde auf Gran Canaria durch Papst Clemens VI. gegründet. Nachdem dieses Bistum 1393 untergegangen war, gründete Papst Benedikt XIII. am 7. Juli 1404 das Bistum Rubicón. Es wurde dem Erzbistum Sevilla als Suffraganbistum unterstellt. 1483 wurde der Bischofssitz nach Las Palmas de Gran Canaria verlegt.
Am 1. Februar 1819 gab das Bistum Kanarische Inseln Teile seines Territoriums zur Gründung des Bistums San Cristóbal de La Laguna ab und umfasst heute nur noch die Inseln Lanzarote, Fuerteventura und Gran Canaria. Aus diesem Grund ist die Verwendung des Namens des Archipels als Name des Bistums auf den Kanarischen Inseln umstritten.